# دیویس (کالیفرنیا)
دیویس (به انگلیسی: Davis) شهری در شهرستان یولو ایالت کالیفرنیا است که در سرشماری سال ۲۰۱۰ میلادی، ۶۵۶۲۲ نفر جمعیت داشته است.